# Gukkesjaure (Sorsele socken, Lappland, 732026-148882)
Gukkesjaure eller Tjärven är en sjö i Sorsele kommun i Lappland och ingår i Umeälvens huvudavrinningsområde. Sjön har en area på 0,08 kvadratkilometer och ligger 720,5 meter över havet. Gukkesjaure ligger i Vindelfjällen Natura 2000-område. Sjön avvattnas av vattendraget Bulojukke. Kungsleden passerar sjön.

## Delavrinningsområde
Gukkesjaure ingår i det delavrinningsområde (731907-148844) som SMHI kallar för Inloppet i Stainejaure. Medelhöjden är 738 meter över havet och ytan är 9,3 kvadratkilometer. Det finns inga avrinningsområden uppströms utan avrinningsområdet är högsta punkten. Bulojukke som avvattnar avrinningsområdet har biflödesordning 3, vilket innebär att vattnet flödar genom totalt 3 vattendrag innan det når havet efter 410 kilometer. Avrinningsområdet består mestadels av skog (57 procent), sankmarker (15 procent) och kalfjäll (25 procent). Avrinningsområdet har 0,23 kvadratkilometer vattenytor vilket ger det en sjöprocent på 2,4 procent.